# Octave Crutel
Octave Crutel est un médecin, un homme politique et un résistant français, né le 4 décembre 1879 à Ancretiéville-Saint-Victor (Seine-Maritime) et mort le 28 mars 1961 à Rouen.

## Biographie
Octave Crutel effectue son service militaire dans l'artillerie de 1900 à 1903. Il fait des études de médecine, puis, après son doctorat, s'installe comme médecin à Rouen. Il est engagé pendant la Première Guerre mondiale, et son courage lui vaut d'être décoré (voir ci-dessous). Après sa démobilisation, il retourne exercer à Rouen, puis, s'engage en politique, dans les rangs du Parti radical. Le Dr Crutel est élu conseiller d'arrondissement en 1928, puis conseiller général de la Seine-Inférieure en 1938. Il devient député de la 2e circonscription de la Seine-Inférieure en 1932, et est réélu en 1936.
Pendant son premier mandat, il appartient à la commission de la Marine, du Suffrage universel et du travail. Ses propositions de loi et ses interventions en matière sociale le situent à l'aile gauche du Parti radical. Il demande, par exemple, l'instauration de la retraite obligatoire et l'application rigoureuse de la loi de 1919 sur la journée de huit heures.
Après sa réélection, il reste à la commission du Travail et à celle du Suffrage universel, mais quitte celle de la Marine et siège à celle de la Prévoyance sociale. Dans le prolongement de ses positions précédentes, il dépose, en 1937, une proposition de loi visant à créer un service public qui contrôlerait la gestion financière des assurances sociales (confiées par les lois de 1928 et 1930 à des mutuelles). Pendant son deuxième mandat, il est vice-président du groupe radical-socialiste à la Chambre des députés. Il est aussi secrétaire général de la délégation des gauches de 1937 à 1940.
Le 10 juillet 1940, Octave Crutel vote contre les pleins pouvoirs à Philippe Pétain après l'avoir soutenu dans un premier temps. Il s'engage ensuite dans la Résistance. Sa maison, no 59 rue d'Elbeuf, est partiellement détruite par les bombardements le 4 septembre 1943. Arrêté par la Gestapo à la fin de 1943, il est déporté à Buchenwald. Rentré en France en avril 1945, il siège à l'Assemblée consultative provisoire. Il ne se représente pas aux élections législatives tenues cette année-là, mais devient vice-président du comité exécutif du Parti radical.
Il est inhumé au cimetière Saint-Sever.

## Décorations
- Croix de guerre 1914–1918 (deux citations)[5],[6].
- Chevalier de la Légion d'honneur (décret du 3 janvier 1925) à titre militaire[7]. Il est fait chevalier par Georges Liébert, chef de bataillon au 39e régiment d'infanterie, le 13 mai 1925.